# Cadbury Adams
A Cadbury Adams é uma subsidiária da Cadbury, fabricante de balas e gomas de mascar, que tem a sua sede na cidade de Berkeley Square, Londres, Inglaterra no Reino Unido.
Atuando no Brasil desde 1944, inicalmente com o nome de Adams, a empresa tem entre seus produtos marcas como Bubbaloo, Trident e Halls, entre outras. Uma das fábricas no Brasil se localiza em Bauru e o escritório se localiza na avenida Paulista, empregando cerca de mil funcionários diretos.
Possuía 71.657 empregados em 2008.

## Produtos

### Em fabricação
- Bubbaloo - goma de mascar com recheio
- Bubbaloo Bala - bala vegana
- Chiclets - goma de mascar
- Clorets - goma de mascar de menta e clorofila
- Halls - drops de eucalipto com frutas
- Plets - goma de mascar
- Trident - goma de mascar de baixa caloria

### Extintos
- Action - goma de mascar de alcaçuz e anis
- Adams - goma de mascar homônima a marca (possivelmente Chiclets com outro nome)
- Azedinho-Doce - goma de mascar de frutas ácidas
- Bubblets - goma de mascar com colecionáveis
- Certs - pequenas pastilhas refrescantes
- Clorets drops - drops de menta e clorofila
- Dentyne - goma de mascar para higiene bucal
- Freshen-Up - goma de mascar com recheio
- Frumelo - bala de frutas colorida artificialmente
- Halls XS - mini-drops de baixa caloria
- Klep's fita - bala enfileirada estampada com animaizinhos e rostos
- Minichicletes - pequenas gomas de mascar
- Mirabel - wafer crocante com embalagem flexível
- Ploc (e Ping-Pong) - goma de mascar com colecionáveis
- Sparkies - balas de frutas sortidas que se espalham na boca
- Trident mini pastilhas - pequenas pastilhas de baixa caloria
- Vita-C - drops de frutas ácidas
- Xuclets - goma de mascar da Xuxa